# جورج كامبل (كاهن)
القس البروفيسور جورج كامبل الحائز على دكتوراه في اللاهوت وزمالة الجمعية الملكية بإدنبرة (25 ديسمبر 1719ــ6 أبريل 1796، هو أحد شخصيات التنوير الاسكتلندي، المعروف باسم الفيلسوف والكاهن وبروفيسور اللاهوت. اهتم كامبل أساسًا بالبلاغة، إذ اعتقد أن دراستها ستمكن طلابه من أن يصبحوا واعظين أفضل. أصبح فيلسوفًا في البلاغة لأنه اعتبر أن التغييرات الفلسفية لعصر التنوير سيكون لها آثار على البلاغة.

## أعماله

### كتاباته
- أطروحة في المعجزات (1762)

تعتبر ردًا متأخرًا نوعًا ما على مقال ديفيد هيوم، عن المعجزات (1748). أسس كامبل علاقة بين المنطق والإيمان، ضمن المناقشة الموسعة حول المعجزات. شرح أن المعجزة ضرورية للتوبة، وأن المعجزات مهمة ولا يجب رفضها بسهولة، وأن المتشككين لا يستطيعون استنباط طريقهم إلى الإيمان.
- فلسفة البلاغة
  - الكتاب الأول: «طبيعة البلاغة وأسسها». يحاول كامبل توضيح الفهم النظري للبلاغة الكلاسيكية. يعتمد على الفلسفة التجريبية لخلق الإيمان لدى الجمهور وعلى علم نفس الملكات لتحديد دوافع الجمهور.
  - الكتاب الثاني: «أسس الخطابة وخصائصها الأساسية». فلسفة اللغة وتوجيهات استخدامها. يدافع كامبل عن الاستخدام القياسي للغة. ويفضل المصادر الوطنية على المحلية، والحاضرة على الماضية، والموثوقة على العامة.
  - الكتاب الثالث: «خصائص الخطابة التمييزية». آراء كامبل حول الأسلوب وتحليل الهمة.
- الأناجيل الأربعة (1789)

اعتبره كامبل أعظم عمل في حياته: ترجمة من 1,500 صفحة للأناجيل الأربعة. يتضمن الكتاب، إلى جانب الترجمة، أطروحات نقدية حول مشاكل ترجمة النصوص القديمة وتفسيرها، بالإضافة إلى ملاحظاته على الترجمات نفسها.
- كامبل، جورج، فلسفة البلاغة، نيويورك 1841. نسخة طبق الأصل، 1992. نسخ طبق الأصل وطبعات الباحثين، رقم الكتاب المعياري الدولي 978-0-8201-1460-6.

### المواعظ والمحاضرات
توفر مواعظ ومحاضرات كامبل معلومات مهمة حول هيكل أفكاره ومجموعة أنشطته العلمية.
- «روح الإنجيل: روح ليس خرافة ولا حماسة» (1771)

حاول كامبل الدفاع عن شخصية المسيح ضد الهجمات من خارج الكنيسة وضد مخاطر المسيحيين المضللين في الداخل. وزعم، ضد منتقدي الدين، أن المسيحية الحقيقية لا تتسم بالخرافات المخيفة أو بالتلقين القاسي.
- «طبيعة ومدى وأهمية واجب الولاء» (1777)

زعم أن التمرد غير معقول وليس له برهان ديني. ولا يمكن العثور على الحرية الحقيقية إلا في إطار سيادة القانون.
- «نجاح الناشرين الأوائل للإنجيل: دليل على حقيقته» (1777)

زعم كامبل أن الوضع في العالم، خلال السنوات الأولى للمسيحية، كان غير مضياف تمامًا لدرجة أن نجاح المسيحية لا يمكن تفسيره إلا بوجود وسائل خارقة للطبيعة.
- «التأثير السعيد للدين على المجتمع المدني» (1779).

زعم كامبل أن الدين ضروري للنظام المدني والسعادة لأنه يوفر عقوبات أخلاقية لا توفرها القوانين السياسية.
- «خطاب لشعب اسكتلندا عقب الإنزعاجات التي أُثيرت بخصوص البابوية» (1779)

وضح كامبل، اعتمادًا على الكتاب المقدس والمنطق، أن الاضطهاد خاطئ بجميع أشكاله وغير فعال. ودحض المزاعم بأن الكاثوليك يهددون الأمن القومي ويسعون لاجتياح بريطانيا.
- محاضرات في التاريخ الكنسي (بعد وفاته، 1800)

تعد الجزء الأول من دورة اللاهوت لكامبل في كلية ماريشال؛ وهي حجج موضوعية مصممة لتوضيح اتجاهات تاريخية معينة في تطور الكنيسة. تركز المحاضرات على نمو وهيمنة الشكل الهرمي للحكومة الكنسية. ولا تضمن أي شيء جديد خصوصًا في تحليل كامبل، باستثناء استخدامه للتفسيرات النفسية.
- محاضرات في علم اللاهوت المنهجي وبلاغات المنبر (بعد وفاته، 1807)

تضمن تأكيد كامبل على المنهجية المنظمة لدراسة الكتاب المقدس، والأدلة الدينة، وتشكيل نظام للأخلاق المسيحية. كان هدفهم منع طلاب اللاهوت من قبول وجهة نظر ثابتة عن المسيحية.
- محاضرات عن الشخصية الرعوية (بعد وفاته، 1811)

محاضرات عملية تقدم المشورة للكهنة المحتملين حول فضائل معينة يجب تنميتها ورذائل يجب تجنبها.